# Aerangis biloba
Espèce
Aerangis biloba est une espèce d'orchidée épiphyte originaire d'Afrique de l'Ouest.

## Synonymes
- Angraecum bilobum Lindl. 1840  (basionyme)
- Angraecum apiculatum Hook., 1845
- Angraecum campyloplectron Rchb.f., 1855
- Angorchis biloba (Lindl.) Kuntze, 1891
- Angorchis campyloplectron (Rchb.f.) Kuntze 1891
- Rhaphidorhynchus bilobus (Lindl.) Finet, 1907
- Aerangis campyloplectron (Rchb.f.) Garay,1972)

## Distribution
Originaire de l'Afrique de l'Ouest (Benin, Ghana, Guinée-Bissau, Guinée, Côte d'Ivoire, Liberia, Nigeria, Senegal, Sierra Leone, Togo, République Centrafricaine, Cameroun, Gabon. elle est aussi cultivée à Madagascar et aux Comores dans les plantations de cacaoyer et de caféiers 

## Illustrations

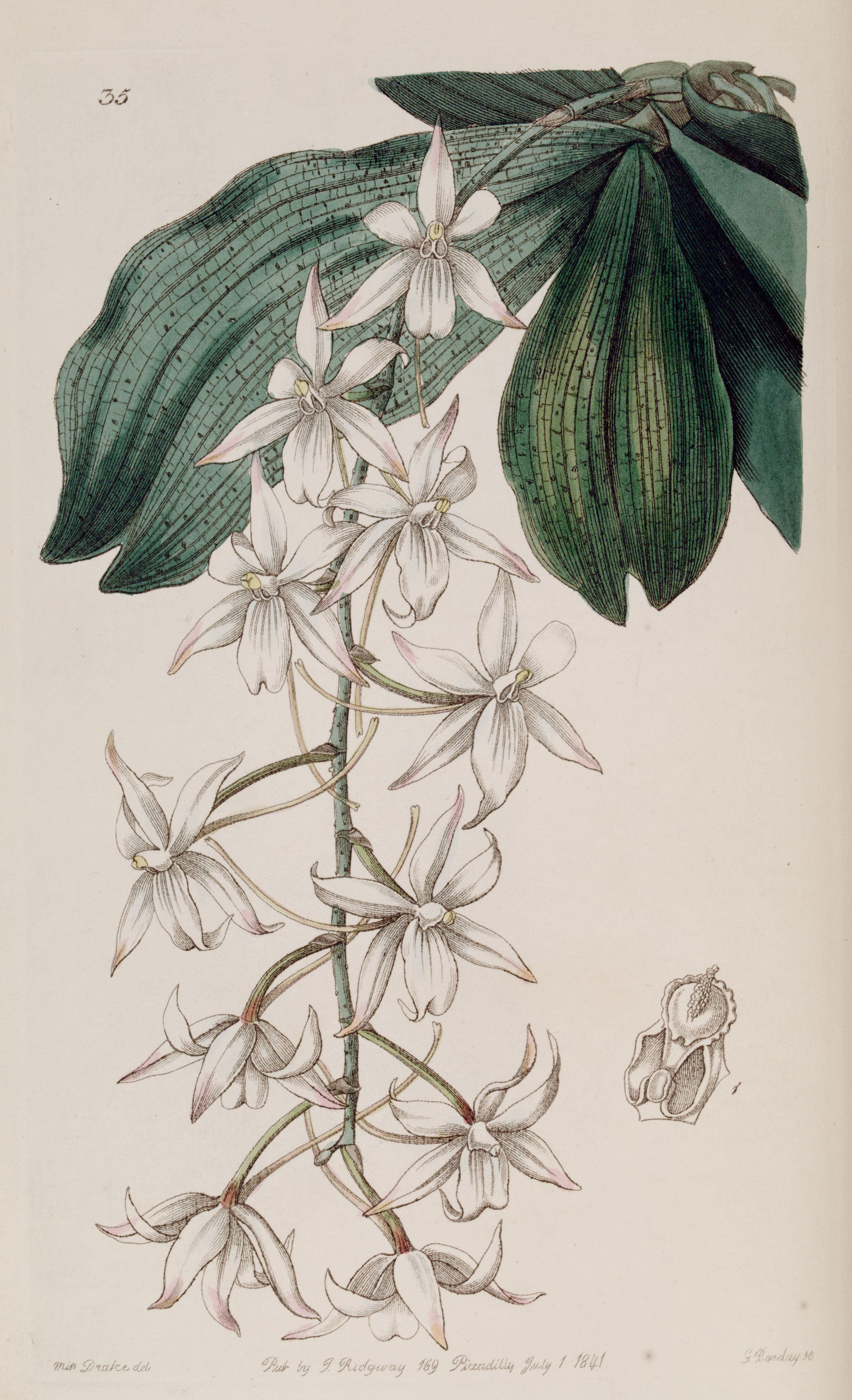
Angraecum bilobum The Botanical Register 1841
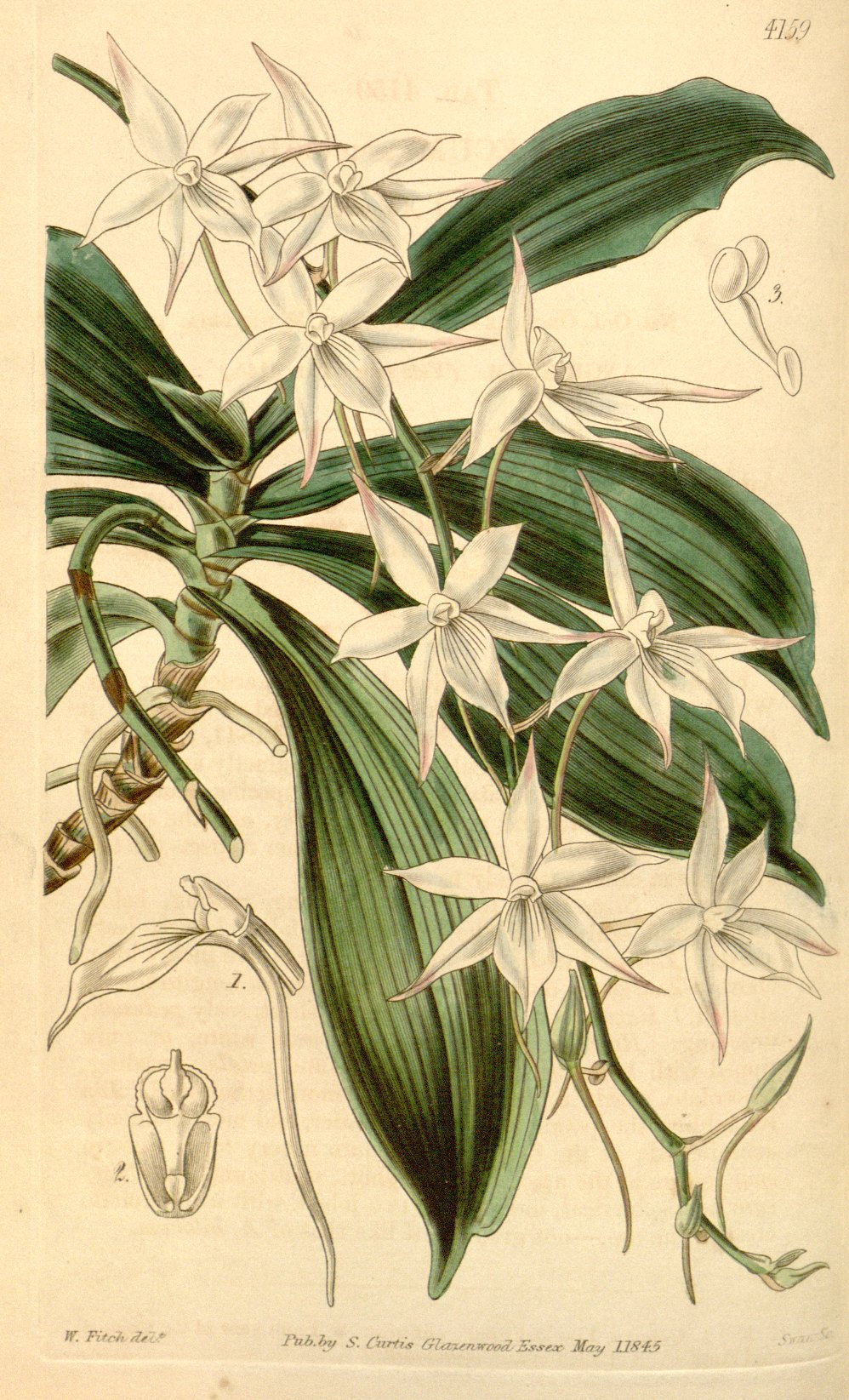
Angraecum apiculatum Curtis's Botanical Magazine 1845